# 馬洛瓦巴爾卡
48°41′40″N 32°27′27″E / 48.69444°N 32.45750°E
馬洛瓦巴爾卡（烏克蘭語：Мілова Балка），是烏克蘭中部的村莊，隸屬基洛夫格勒州的克羅皮夫尼茨基區。該村始建於1895年，面積2.14平方公里，海拔高度175米，2001年人口105，人口密度每平方公里49.1人。